# Arboletes
Arboletes là một khu tự quản thuộc tỉnh Antioquia, Colombia. Thủ phủ của khu tự quản Arboletes đóng tại Arboletes Khu tự quản Arboletes có diện tích 710 ki lô mét vuông. Đến thời điểm ngày 28 tháng 5 năm 2005, khu tự quản Arboletes có dân số 20260 người.